# 엘든 링
《엘든 링》은 프롬소프트웨어가 개발하고 반다이 남코 엔터테인먼트가 발행한 2022년 액션 롤플레잉 게임이다. 이 게임은 미야자키 히데타카가 감독하고 미국의 판타지 작가 조지 R. R. 마틴이 세계 설정을 제공했다. 2022년 2월 25일에 플레이스테이션 4, 플레이스테이션 5, Windows, 엑스박스 원, 엑스박스 시리즈 X/S용으로 출시되었다. 닌텐도 스위치 2 버전은 2025년에 출시될 예정이다. 황금 나무의 땅을 배경으로, 플레이어는 엘든 링을 수리하고 새로운 엘든 로드가 되기 위한 퀘스트에서 커스터마이징 가능한 플레이어 캐릭터를 조종한다.
엘든 링은 3인칭 시점으로 제공되며, 플레이어는 오픈 월드를 자유롭게 탐험할 수 있다. 6개의 주요 지역은 플레이어 캐릭터의 군마인 토렌트를 사용하여 이동할 수 있다. 선형적이고 숨겨진 던전은 유용한 아이템을 찾기 위해 탐험할 수 있다. 플레이어는 여러 유형의 무기와 마법 주문을 사용할 수 있으며, 잠입 메커니즘을 통해 비직접적인 교전도 가능하다. 게임 세계 곳곳에 있는 체크포인트를 통해 패스트 트래블이 가능하며, 플레이어는 룬이라는 게임 내 화폐를 사용하여 능력치를 향상시킬 수 있다. 엘든 링은 플레이어가 협동 플레이를 통해 보스를 물리치거나 플레이어 대 플레이어 전투에 참여하는 온라인 멀티플레이어 모드를 제공한다.
프롬소프트웨어는 다크 소울을 기반으로 한 오픈 월드 게임을 만들고 싶어 했다. 미야자키는 마틴의 이전 작품들을 존경했으며, 그의 기여가 회사의 이전 게임들보다 더 접근하기 쉬운 서사를 만들어낼 것이라고 기대했다. 마틴에게는 배경 이야기를 디자인할 자유가 주어졌고, 미야자키는 게임 내 서사의 주요 작가였다. 그러나 게임의 서사는 여전히 플레이버 텍스트, 대화, 시각적 서사, 그리고 플레이어의 해석을 통해 제공된다. 개발자들은 환경 규모, 능력치 관리, 그리고 스토리에 집중했으며, 규모를 위해 세계 곳곳에 여러 구조물을 건설해야 했다.
엘든 링은 여러 올해의 게임상을 수상했으며, 오픈 월드, 게임 플레이 시스템, 그리고 설정에 대한 찬사와 함께 역대 최고의 비디오 게임 중 하나로 평가받았다. 또한 3천만 장 이상 판매되어 역대 가장 많이 팔린 비디오 게임 중 하나가 되었다. 다운로드 가능 콘텐츠 (DLC) 황금 나무의 그림자는 그림자의 땅에서 플레이어 캐릭터를 따라간다. 2024년 6월에 출시되어 비슷한 호평을 받았으며 5백만 장 이상 판매되었다. 멀티플레이어 중심의 스핀오프 게임인 엘든 링: 나이트레인은 2025년에 출시된다.

## 게임플레이
엘든 링은 3인칭 시점으로 진행되는 액션 롤플레잉 게임이다. 이 게임은 다크 소울 시리즈, 블러드본, 세키로: 섀도즈 다이 트와이스와 같은 다른 프롬소프트웨어 개발 게임과 유사한 소울라이크 요소를 포함한다. 게임은 오픈 월드를 배경으로 하며, 플레이어는 황금 나무의 땅과 그 6개의 주요 지역(초원과 고대 유적이 있는 림그레이브, 언데드 괴물이 서식하는 붉은 황무지 케일리드 등)을 자유롭게 탐험할 수 있다. 오픈 월드는 주로 캐릭터의 탈것인 토렌트를 주 이동 수단으로 사용하지만, 플레이어는 전투 외에서는 패스트 트래블을 사용할 수 있다. 게임 전반에 걸쳐 플레이어는 논플레이어 캐릭터 (NPC)와 적들, 그리고 각 주요 지역을 지배하고 게임의 주요 보스 역할을 하는 반신들을 만난다. 주요 지역 외에도 엘든 링에는 숨겨진 던전, 지하묘지, 터널, 동굴 등이 있어 플레이어가 보스와 싸우고 유용한 아이템을 수집할 수 있다.
게임 시작 시, 플레이어는 캐릭터 클래스를 선택하며, 이는 시작 주문, 장비 및 능력치를 결정한다. 적과의 전투는 근접 전투로 이루어지거나 원거리 무기를 사용하여 멀리서 이루어질 수 있다. 적의 공격은 방패를 사용하여 피하거나 막을 수 있다. 주문은 플레이어가 무기를 강화하고, 멀리서 적과 싸우며, 잃어버린 체력을 회복할 수 있게 해준다. 플레이어는 제한된 수의 주문을 기억할 수 있으며, 이는 지팡이나 성스러운 인장 아이템을 사용하여 시전할 수 있다. 무기는 새로운 능력을 부여하는 얻을 수 있는 마법 부여인 전회(戰灰)를 사용하여 강화할 수 있다. 전회는 무기에 적용하거나 제거할 수 있으며, 각 전회는 전투 중 사용할 수 있는 특수 능력인 무기 기술을 추가한다. 직접 전투 외에도 잠입 메커니즘을 사용하여 적을 피하거나 숨어 있는 동안 적에게 크리티컬 히트를 가할 수 있다. 적을 비틀거리게 하거나 공격을 패링하면 크리티컬 히트 기회를 만들 수도 있다.
게임 곳곳에 축복이라는 체크포인트가 위치해 있다. 이 장소에서 캐릭터는 능력치를 강화하고, 기억된 주문을 변경하며, 전회를 교체하거나, 패스트 트래블을 사용하여 이동할 수 있다. 사망 시, 플레이어는 마지막으로 상호작용한 축복에서 리스폰한다. 또는, 근처에서 사망한 경우 "마리카의 쐐기"로 표시된 특정 위치에서 리스폰을 선택할 수도 있다. 축복에서 능력치를 높이려면 플레이어는 적을 물리쳐 얻는 게임 내 화폐인 룬을 사용해야 한다. 룬은 아이템을 구매하고 무기와 방어구를 강화하는 데 사용할 수 있다. 엘든 링에서 죽으면 플레이어는 사망한 위치에서 수집한 모든 룬을 잃게 되며, 룬을 회수하기 전에 다시 죽으면 룬은 영원히 사라진다.
엘든 링에는 제작 시스템이 포함되어 있으며, 아이템 제작에는 재료가 필요하다. 아이템 제작에 필요한 레시피는 세계 곳곳에 흩어져 있는 요리책이라는 수집품에서 찾을 수 있다. 재료는 적을 물리치거나, 게임 세계를 탐험하거나, 상인 NPC와 거래하여 수집할 수 있다. 제작된 아이템에는 독 다트, 폭발하는 물약, 그리고 플레이어의 전투력을 일시적으로 증가시키는 소모품 등이 있다. 다크 소울 게임과 유사하게, 플레이어는 영혼이라는 아군 NPC를 소환하여 적과 싸울 수 있다. 각 유형의 영혼을 소환하려면 그에 상응하는 영혼 재가 필요하다. 플레이어가 게임 세계를 탐험하면서 다양한 유형의 영혼 재를 발견할 수 있다. 영혼은 주로 넓은 지역과 보스 전투 аре나에서 발견되는 재생 기념비라는 구조물 근처에서만 소환할 수 있다.
엘든 링에는 인터넷을 통해 협동 플레이와 플레이어 대 플레이어 (PvP) 플레이 모두를 위해 플레이어를 소환할 수 있는 멀티플레이어 시스템이 있다. 협동 플레이는 지면에 소환 표식을 놓는 것을 포함하며, 이는 해당 아이템을 사용한 온라인 플레이어에게 표식을 보이게 한다. 다른 플레이어가 표식과 상호작용하면 표식을 놓은 플레이어가 자신의 세계로 소환된다. 협동 플레이어는 지역의 보스가 패배하거나 소환된 플레이어가 죽어 자신의 원래 세계로 돌아갈 때까지 같은 세계에 머무른다. PvP 전투에서는 소환 표식을 사용하여 다른 플레이어에게 결투를 신청하거나, 플레이어가 추가 아이템을 사용하여 다른 사람의 세계를 침략할 수 있다. 세계 호스트는 "도발자의 혀"를 사용하여 자신의 세계가 다른 사람에게 침략당할 가능성을 높이고 침략 사이의 시간을 줄일 수 있다.

## 줄거리

### 배경과 등장인물
엘든 링은 외신이라는 존재의 영향을 받는 영역인 황금 나무의 땅을 배경으로 한다. 가장 두드러지는 것은 현실의 법칙을 지배하는 룬의 집합체인 엘든 링을 만든 위대한 의지이다. 위대한 의지의 사자인 두 손가락은 마리카라는 여성을 엘든 링의 그릇으로 삼아 그녀를 신격화했다. 그녀는 그 후 엘든 로드인 배우자와 함께 황금률이라는 종교를 형성했다. 이 칭호는 두 명이 가졌다: 알려지지 않은 이유로 추방된 야만인 군주 고드프리와 마리카의 남성 알터 에고인 라다곤. 마리카는 또한 영역의 주민들에게 은혜를 베푸는 황금 나무라는 거대한 황금 나무를 심었다. 마지막으로 그녀는 엘든 링에서 죽음의 룬을 제거하고 늑대 같은 그림자인 말리케스에게 맡겨 죽은 자가 죽지 않고 황금 나무를 통해 다시 태어나게 했다. 그러나 황금률은 또한 특정 종족을 박해했다: 몸 전체에 뿔이 자라는 오멘 종족과 그들의 지도자와 함께 추방된 고드프리의 전사들인 빛바랜 자들.
그녀의 첫 번째 아들인 고드윈이 훔친 죽음의 룬 조각을 사용하여 영혼을 잃은 후, 마리카는 미쳐서 엘든 링을 부수었고, 그 진정한 형태인 엘든 비스트는 그녀를 황금 나무 안에 가두었다. 그 후, 마리카의 친척들은 링의 파편을 상속받아 왕위 계승 전쟁을 촉발했다. 이 반신들은 차별에도 불구하고 황금률에 충성하는 오멘인 모르고트, 다른 외신 아래에서 자신만의 왕조를 형성하고자 하는 모르고트의 쌍둥이인 모그, 붉은 부패 병에 걸려 야만인이 된 전사 장군 라단, 거대한 뱀 신과 합쳐진 전직 법무관 라이커드, 고드윈의 죽음을 조작한 위대한 의지를 전복시키려 하는 마녀 라니, 영원한 유아기에 저주받은 매력적인 신비주의자 미켈라, 미켈라의 쌍둥이이자 붉은 부패의 시초인 기사 말레니아, 자신의 신하들의 신체 부위를 자신에게 이식하는 먼 친척 고드릭, 그리고 만월의 여왕이자 라다곤의 전 부인 레날라이다.
추방된 빛바랜 자들은 신비한 근원으로부터 힘을 선물받아 부활하고 불멸을 얻었다. 그들은 엘든 링을 수리하고 새로운 엘든 로드가 되기 위해 황금 나무의 땅으로 다시 소환되었다. 소환된 자들 중에는 황금률을 활성화하려는 근본주의자인 황금 가면, 고드윈을 부활시키려는 죽음의 침상 동반자 피아, 황금 나무의 땅의 모든 사람에게 은총을 빼앗으려는 범죄자 똥 먹는 자, 현재 사건을 조사하는 스파이 마스터 기드온 오프니르 경, 그리고 이름 없는 빛바랜 자인 플레이어 캐릭터가 포함된다.
황금 나무의 그림자는 마리카가 태어난 그림자의 땅을 소개한다. 그녀의 백성은 당시 황금 나무의 땅을 지배했던 오멘과 유사한 존재인 뿔 달린 자들에게 전멸당했다. 두 손가락의 격려를 받아, 그녀는 즉시 신성의 문이라는 유물을 사용하여 신이 되었다. 그 후, 그녀는 그림자의 땅을 황금 나무의 땅의 나머지 부분에서 마법으로 숨겼다. 그리고 그녀의 또 다른 자손인 메스머에게 뿔 달린 자들을 학살하여 자신의 백성에게 복수하게 했다. 그러나 그녀는 나중에 자신의 기원을 숨기고 미래의 위협이 되는 것을 막기 위해 그를 그곳에 버려두었다.

### 줄거리=

#### 엘든 링
그들의 탐구 중에, 빛바랜 자는 신비로운 처녀 멜리나를 만난다. 멜리나는 자신을 황금 나무로 데려다주는 대가로 도움을 제안한다. 그들의 힘을 증명한 후, 멜리나는 빛바랜 자를 동료 빛바랜 자들의 모임 장소인 원탁으로 데려가고, 거기서 두 손가락을 만난다. 두 손가락은 엘든 링의 파편인 대 룬 중 적어도 두 개를 모아 황금 나무로 가져와야만 그것을 수리할 수 있다고 밝힌다.
결국, 빛바랜 자는 황금 나무의 발치에 도달하고, 그곳에서 모르고트와 결투하여 진입 허가를 얻는다. 그러나 필요한 파편을 모두 가지고 있음에도 불구하고, 그들은 황금 나무 내부로 가는 길이 가시로 막혀 있는 것을 발견한다. 이에 멜리나는 빛바랜 자에게 몰락 신의 힘, 즉 파멸의 불꽃을 찾아 황금 나무에 불을 붙이라고 조언한다. 또는, 그들은 또 다른 외신인 부패한 미친 불꽃과 계약을 맺을 수도 있다. 만약 빛바랜 자가 파멸의 불꽃을 사용한다면, 멜리나는 황금 나무에 불을 붙이는 불쏘시개로 자신을 불태운다. 미친 불꽃을 사용한다면 희생이 필요 없지만, 멜리나는 빛바랜 자를 버린다.
황금 나무가 불타는 동안, 빛바랜 자는 죽음의 룬을 얻기 위해 말리케스를 추적하여 죽이고, 그 룬을 불꽃에 주입하여 가시를 태워버린다. 그러나 황금 나무로 돌아가는 길에, 그들은 위대한 의지에 대한 알려지지 않은 진실을 발견하고 미쳐버린 기드온과 엘든 로드 칭호를 되찾으려는 고드프리와 맞닥뜨린다. 둘 다 물리친 후, 빛바랜 자는 황금 나무에 진입하고, 거기서 라다곤과 엘든 비스트 모두와 싸워 쓰러뜨린다. 그 후, 빛바랜 자는 엘든 링의 잔해를 포함하는 마리카의 시체에 접근하게 되고, 그들의 동맹 선택에 따라 여섯 가지 엔딩이 가능하다:
- 처음 네 가지 엔딩은 모두 빛바랜 자가 엘든 로드가 되어 새로운 시대를 연다.
  - 기본 엔딩; 빛바랜 자가 누구와도 동맹을 맺지 않았다면, 황금 나무의 땅은 그대로 남겨져 파쇄의 시대가 된다.
  - 빛바랜 자가 황금 가면과 동맹을 맺었다면, 엘든 링에 법을 강제하여 질서의 시대를 연다.
  - 빛바랜 자가 피아와 동맹을 맺었다면, 황금 나무의 땅에서 죽음이 작동하는 방식을 변경하여 황혼의 시대를 연다.
  - 빛바랜 자가 똥 먹는 자와 동맹을 맺었다면, 절망의 축복을 풀어 황금 나무의 땅의 모든 사람에게 은총을 빼앗는다.
- 빛바랜 자가 라니와 공모했다면, 그들은 라니의 배우자가 되고 그녀는 엘든 링을 파괴하여 별의 시대를 연다.
- 빛바랜 자가 미친 불꽃과 계약을 맺었다면, 황금 나무의 땅을 불태우고 미친 불꽃의 군주가 된다. 그 후, 멜리나가 살아있다면, 빛바랜 자에게 복수하겠다고 맹세한다.

#### 황금 나무의 그림자
빛바랜 자는 모그가 납치한 미켈라의 흔적을 쫓는다. 모그와 라단을 처치한 후, 그들은 미켈라가 그림자의 땅으로 넘어가기 위해 자신의 몸을 버렸다는 것을 발견한다. 미켈라의 시체를 통해 영역에 진입한 빛바랜 자는 땅 곳곳에 흩어진 그의 버려진 흔적들을 찾아 계속 추적한다. 선택적으로, 빛바랜 자는 스승을 따랐던 미켈라의 추종자들과도 상호작용할 수 있다: 미켈라의 기사 중 한 명인 레다, 황금률에 환멸을 느낀 수도사 데인, 라단 군대의 병사 프레이야, 그림자의 땅 원주민 뿔 달린 자, 미켈라의 여성 알터 에고인 성 트리나의 숭배자 티올리에, 전직 모그의 추종자 안스바흐 경, 그리고 붉은 부패 생물 무어.
미켈라의 흔적은 빛바랜 자를 신성의 문으로 이끌지만, 마법적인 가시로 잠겨 있는 것을 발견하여 그를 물리치고 메스머를 죽여 그의 힘을 사용하여 가시를 태워버리게 된다. 그러나 문에 가까워지자, 그들은 미켈라의 추종자들과 맞닥뜨리는데, 그들은 그의 애정 강요 마법이 풀린 후 서로에게 등을 돌렸고, 생존자들은 빛바랜 자의 선택에 따라 달라진다. 미켈라를 대면하자, 그가 자신의 납치를 조작하고 모그의 시체를 사용하여 라단을 신성한 승천 의식에서 자신의 배우자로 부활시켰다는 것이 밝혀진다. 빛바랜 자는 미켈라와 라단 모두를 죽여, 신비주의자의 신격으로의 승천을 좌절시키고 그의 '연민의 시대'가 도래하는 것을 막는다.

## 개발 및 출시
프롬소프트웨어의 다크 소울 시리즈는 높은 난이도로 유명하다. 미야자키 히데타카 감독은 오픈 월드 게임을 만들고 싶어 했으며, 엘든 링을 다크 소울의 기계적 진화로 의도했다. 엘든 링은 프롬소프트웨어의 이전 게임들의 좁은 던전보다 더 광활한 환경을 가지도록 설계되었다. 미야자키는 더 큰 규모가 탐험에 자유와 깊이를 더할 것이라고 기대했다. 프롬소프트웨어는 판타지 소설 시리즈 얼음과 불의 노래의 작가인 미국 작가 조지 R. R. 마틴에게 엘든 링의 세계 설정을 제공해달라고 요청했다. 마틴의 팬인 미야자키는 그의 기여가 스튜디오의 이전 게임들보다 더 접근하기 쉬운 서사를 만들어낼 것이라고 기대했다.
미야자키는 게임의 주요 스토리라인에 대한 주요 작가였지만, 마틴에게는 주요 서사 이전에 발생한 사건에 대해 자유롭게 글을 쓸 수 있는 창작의 자유를 주었다. 미야자키는 이 과정을 "테이블톱 [롤플레잉 게임]의 던전 마스터 핸드북을 사용하는 것"에 비유했다. 프롬소프트웨어의 이전 게임들과 마찬가지로, 스토리는 간략하게 설명되도록 설계되었다. 개발자들은 플레이어가 플레이버 텍스트와 논플레이어 캐릭터 (NPC)와의 선택적 대화를 통해 스토리를 스스로 해석하기를 원했다. 미야자키는 NPC를 더 자세하게 쓰는 것을 즐겼다고 말하며, 그들이 자신의 이전 작품들보다 더 매력적이라고 믿었다. IGN과의 인터뷰에서 미야자키는 프롬소프트웨어의 스토리텔링 방식이 작가들에게 가하는 제약 때문에 마틴에게 배경 이야기를 맡기기로 결정했다고 말했다. 그는 프롬소프트웨어가 선형적이거나 스토리 중심적인 게임을 원하지 않았으며, 플레이어가 직접적으로 참여하지 않는 배경 이야기를 마틴에게 맡김으로써 마틴이 자신의 기여를 자유롭게 디자인할 수 있게 했다고 언급했다. 얼음과 불의 노래의 텔레비전 시리즈 각색작인 왕좌의 게임의 일부 스태프가 게임 개발을 도왔다.
게임 제작은 다크 소울 III의 다운로드 가능 콘텐츠 (DLC)인 다크 소울 III: 고리의 도시 출시 이후 2017년 초에 시작되었다. 엘든 링은 미야자키가 감독한 세키로: 섀도즈 다이 트와이스와 함께 개발되었다. 그는 엘든 링의 전투는 세키로와 유사하지만, 두 게임 중 어느 것도 다른 게임의 메커니즘에 직접적인 영감을 주지 않았다고 말했다. 프롬소프트웨어는 "공동 감독" 구조를 사용하여 두 게임을 동시에 개발했는데, 각 게임은 개발 초기 단계에서 감독 역할을 하는 직원이 있었다. 미야자키는 그 후 게임의 메커니즘, 아트, 음악에 대한 방향을 제시했다. 이전에 다크 소울 II를 감독하고 다크 소울 III를 공동 감독한 다니무라 유이가 게임의 공동 감독을 맡았다. 엘든 링의 디자인 팀은 환경 규모, 롤플레잉, 스토리텔링을 주요 요소로 집중했다. 개발자들은 규모가 다양성을 창출하는 데 책임이 있다고 언급했으며, 롤플레잉 요소는 다양한 플레이어-환경 상호작용을 허용하도록 의도했다. 게임의 규모를 늘리기 위해서는 여러 탐험 가능한 구조물을 건설해야 했고, 팀은 이를 오픈 월드에 결합했다. 미야자키는 완다와 거상, 엘더 스크롤, 더 위쳐 3: 와일드 헌트, 젤다의 전설 브레스 오브 더 와일드를 엘든 링의 디자인에 영향을 미친 작품으로 꼽았다. 그는 게임의 스토리에 영감을 준 작품으로 테이블톱 롤플레잉 게임인 룬퀘스트와 소설 반지의 제왕, 영원한 챔피언을 꼽았다. 사이토 츠카사, 미야자와 쇼이, 토미사와 타이, 키타무라 유카, 쿠도 요시미가 엘든 링의 오리지널 사운드트랙을 작곡했다.
엘든 링은 6월 E3 2019에서 공개되었다. 반다이 남코 엔터테인먼트 서버의 취약점으로 인해 게임에 대한 일부 정보가 이전에 온라인에 유출되었다. 엘든 링은 발표 당시 큰 기대를 모았지만, 2021년 6월에 트레일러가 공개될 때까지 추가 자료는 공개되지 않았다. 플레이테스트는 반다이 남코가 주관했으며, 2021년 11월에 플레이어가 테스트에 등록할 수 있는 클로즈 베타 버전으로 게임을 처음 출시했다. 게임의 정식 출시는 2022년 1월 21일로 예정되었으나 같은 해 2월 25일로 연기되었다. 엘든 링은 출시 초기에 성능 문제가 있었고, 플레이어들은 불충분한 프레임 레이트에 대해 불평했다. 반다이 남코는 소프트웨어 패치와 업데이트를 통해 이러한 문제 중 일부를 해결했다. 2023년 2월, 다운로드 가능 콘텐츠 (DLC) 확장팩 황금 나무의 그림자가 발표되었다. 이 DLC는 2024년 6월 20일에 출시되었다.

## 평가
엘든 링은 리뷰 애그리게이터 웹사이트인 메타크리틱에 따르면 "전반적인 호평"을 받았다. 이 게임은 역대 최고의 비디오 게임 중 하나로 평가받았다.
이 게임의 오픈 월드 설정은 호평을 받았으며, 비평가들은 탐험 메커니즘을 칭찬했다. 게임스팟의 타무어 후세인(Tamoor Hussain)은 황금 나무의 땅을 프롬소프트웨어의 설정 중 가장 광활하다고 칭하며, 탐험과 발견이 이 게임의 주요 매력이라고 말했다. IGN의 미첼 살츠만(Mitchell Saltzman)은 엘든 링이 맵의 모든 부분에서 탐험에 보상을 제공한다는 점을 칭찬했다. 가디언의 사이먼 파킨은 이 게임의 환경이 "흥미롭고 독창적"이라고 평했다. 일부 비평가들은 오픈된 풍경이 다양한 도전을 발견하고 시도할 기회를 제공한다는 점을 높이 평가했다. 이 게임의 탐험은 젤다의 전설 브레스 오브 더 와일드와 많은 긍정적인 비교를 이끌어냈다. 게임의 환경 또한 예술적인 디자인으로 칭찬받았다. 비평가들은 오픈된 환경에서의 실행을 긍정적으로 평가했으며, 선형 던전의 디자인도 높이 평가했다.
프롬소프트웨어의 많은 이전 게임들과 마찬가지로, 엘든 링의 난이도는 많은 논평을 불러일으켰다. 비평가들은 이지 모드의 부재를 칭찬하기도 하고 비판하기도 했다. 다른 비평가들은 엘든 링을 가장 접근하기 쉬운 소울 게임으로 평가하며, 플레이어가 어려운 위협을 피하고 더 많은 경험을 쌓아 돌아올 수 있다고 말했다. 엘든 링의 전투는 게임의 도전을 유지하면서도 적과 싸우는 다양한 선택지를 제공한다는 점에서 칭찬받았다. 토렌트와 빠른 이동은 호평을 받은 기능으로, 비평가들은 이를 게임을 더 쉽게 탐험할 수 있도록 하는 큰 개선점이라고 언급했다. 체크포인트의 배치는 게임의 접근성에 도움이 된다고 칭찬받았다.
일부 비평가들은 게임의 메뉴 및 접근성 시스템 중 일부를 비판했다. 비평가들은 Windows 버전의 성능이 좋지 않다고 불평했으며, 프레임 레이트 문제가 흔히 언급되었다. 비평가들은 엘든 링의 스토리에 마틴의 글쓰기 스타일이 부족하다고 지적했다. 아르스 테크니카의 카일 올랜드(Kyle Orland)는 게임의 스토리텔링이 "특징적으로 희박하고 난해하다"며, 마틴 팬들의 기대와 다르다고 말했다. 디스트럭토이드의 크리스 카터(Chris Carter)는 스토리가 "조용하다"고 평했지만, 이전 프롬소프트웨어 게임들보다 더 잘 전달된다고 말했다. 유로게이머의 에오이페 윌슨(Aoife Wilson)은 조지 R. R. 마틴의 마케팅에 대한 과도한 포함이 전체적인 서사에 그의 기여가 불분명하다는 점에서 "당혹스럽다"고 말했다. 미첼 살츠만은 마틴 스타일의 부재에 신경 쓰지 않았으며, 거대한 전체적인 줄거리보다는 사이드 스토리가 자신을 "매료시켰다"고 말했다.

언론인들은 엘든 링의 스피드런 커뮤니티를 취재했다. 출시 직후, 플레이어들은 지도를 가로질러 이동할 수 있는 "집 글리치"라는 글리치를 발견했다. 이 글리치는 개발자에 의해 제거되었고, 스피드러너들은 스피드런을 위해 이전 버전의 게임을 사용하게 되었다. 이 글리치를 사용하여 게임을 5분 이내에 완료한 사례도 있다.

### 황금 나무의 그림자
확장팩인 황금 나무의 그림자는 메타크리틱에서 94/100점을 받았다. DLC는 일반적으로 보람 있는 탐험과 분위기를 제공한다는 점에서 호평을 받았다.

### 판매
엘든 링은 2022년 3월 말까지 전 세계적으로 1,340만 장, 2025년 4월까지 3천만 장이 판매되어 역대 가장 많이 팔린 비디오 게임 중 하나가 되었다. 2022년 2월부터 3월까지 여러 지역에서 가장 많이 팔린 게임이었으며, 반다이 남코 역사상 가장 빨리 팔린 게임이다. 2022년 미국에서는 콜 오브 듀티: 모던 워페어 II 다음으로 두 번째로 많이 팔린 게임이었고, 유럽에서는 세 번째, 일본 소매 판매에서는 열 번째로 많이 팔린 게임이었다.
황금 나무의 그림자는 출시 3일 만에 500만 장이 팔렸다.

### 수상

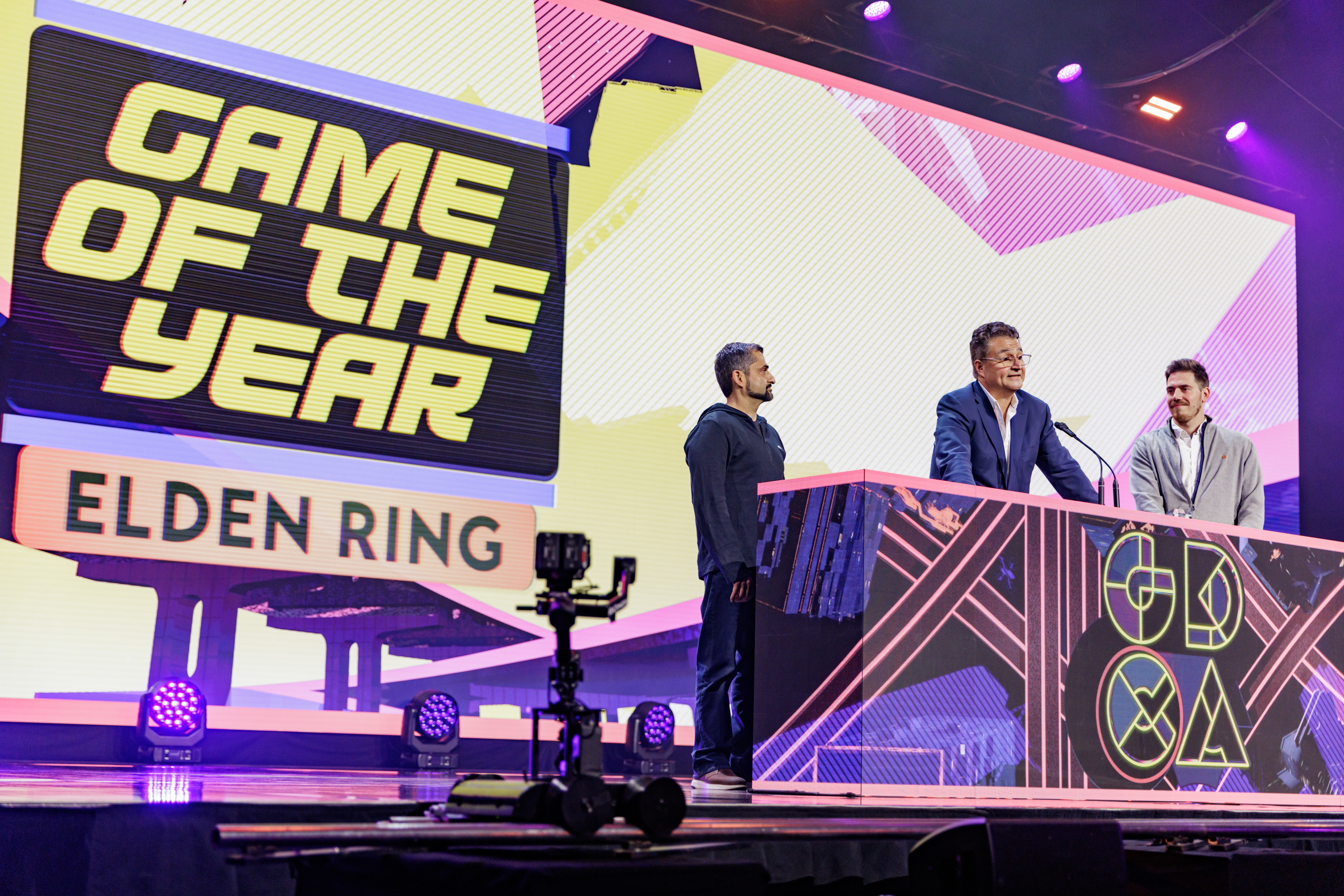
제23회 게임 디벨로퍼스 초이스 어워드에서 올해의 게임상을 수상한 엘든 링

엘든 링은 아르스 테크니카, 디스트럭토이드, EGM, 유로게이머, 게임 인포머, GamesRadar+, 게임스팟, IGN, PC 게이머, 그리고 폴리곤을 포함하여 300개 이상의 올해의 게임상을 수상했다.
더 게임 어워즈 2024에서 황금 나무의 그림자는 올해의 게임을 포함하여 5개의 후보에 올랐으며, 이는 DLC가 후보 자격이 없다고 믿는 많은 사람들 사이에서 논란을 불러일으켰다.
| 시상식                           | 날짜             | 부문                                             | 결과 | Ref.            |
| -------------------------------- | ---------------- | ------------------------------------------------ | ---- | --------------- |
| 영국 아카데미 게임상             | 2023년 3월 30일  | 최우수 게임                                      | 후보 | [ 121 ] [ 122 ] |
| 영국 아카데미 게임상             | 2023년 3월 30일  | 예술적 성취                                      | 후보 | [ 121 ] [ 122 ] |
| 영국 아카데미 게임상             | 2023년 3월 30일  | 게임 디자인                                      | 후보 | [ 121 ] [ 122 ] |
| 영국 아카데미 게임상             | 2023년 3월 30일  | 멀티플레이어                                     | 수상 | [ 121 ] [ 122 ] |
| 영국 아카데미 게임상             | 2023년 3월 30일  | 음악                                             | 후보 | [ 121 ] [ 122 ] |
| 영국 아카데미 게임상             | 2023년 3월 30일  | 독창적 재산권                                    | 수상 | [ 121 ] [ 122 ] |
| 영국 아카데미 게임상             | 2023년 3월 30일  | 기술적 성취                                      | 후보 | [ 121 ] [ 122 ] |
| 영국 아카데미 게임상             | 2023년 3월 30일  | EE 올해의 게임                                   | 후보 | [ 121 ] [ 122 ] |
| 독일 컴퓨터 게임상               | 2022년 3월 31일  | 최우수 국제 게임                                 | 수상 | [ 123 ]         |
| D.I.C.E. 어워즈                  | 2023년 2월 24일  | 올해의 게임                                      | 수상 | [ 124 ] [ 125 ] |
| D.I.C.E. 어워즈                  | 2023년 2월 24일  | 올해의 롤플레잉 게임                             | 수상 | [ 124 ] [ 125 ] |
| D.I.C.E. 어워즈                  | 2023년 2월 24일  | 애니메이션 부문 최우수 성취                      | 후보 | [ 124 ] [ 125 ] |
| D.I.C.E. 어워즈                  | 2023년 2월 24일  | 게임 디자인 부문 최우수 성취                     | 수상 | [ 124 ] [ 125 ] |
| D.I.C.E. 어워즈                  | 2023년 2월 24일  | 게임 연출 부문 최우수 성취                       | 수상 | [ 124 ] [ 125 ] |
| D.I.C.E. 어워즈                  | 2023년 2월 24일  | 스토리 부문 최우수 성취                          | 후보 | [ 124 ] [ 125 ] |
| D.I.C.E. 어워즈                  | 2023년 2월 24일  | 기술 부문 최우수 성취                            | 수상 | [ 124 ] [ 125 ] |
| D.I.C.E. 어워즈                  | 2025년 2월 13일  | 올해의 롤플레잉 게임 (황금 나무의 그림자)        | 후보 | [ 126 ]         |
| 드래곤 어워즈                    | 2022년 9월 5일   | 최우수 SF 또는 판타지 PC / 콘솔 게임             | 수상 | [ 127 ]         |
| 드래곤 어워즈                    | 2024년 9월 2일   | 최우수 디지털 게임 (황금 나무의 그림자)          | 후보 | [ 128 ]         |
| 패미통 전격 게임 어워드          | 2023년 3월 18일  | 올해의 게임                                      | 수상 | [ 129 ]         |
| 패미통 전격 게임 어워드          | 2023년 3월 18일  | 최우수 그래픽                                    | 수상 | [ 129 ]         |
| 패미통 전격 게임 어워드          | 2023년 3월 18일  | 최우수 RPG                                       | 후보 | [ 129 ]         |
| 패미통 전격 게임 어워드          | 2023년 3월 18일  | 최우수 신인 게임                                 | 후보 | [ 129 ]         |
| 게임 오디오 네트워크 길드 어워즈 | 2023년 3월 23일  | 최우수 메인 테마                                 | 후보 | [ 130 ] [ 131 ] |
| 더 게임 어워즈                   | 2020년 12월 10일 | 가장 기대되는 게임                               | 수상 | [ 132 ]         |
| 더 게임 어워즈                   | 2021년 12월 9일  | 가장 기대되는 게임                               | 수상 | [ 133 ]         |
| 더 게임 어워즈                   | 2022년 12월 8일  | 올해의 게임                                      | 수상 | [ 134 ] [ 135 ] |
| 더 게임 어워즈                   | 2022년 12월 8일  | 최우수 게임 연출                                 | 수상 | [ 134 ] [ 135 ] |
| 더 게임 어워즈                   | 2022년 12월 8일  | 최우수 내러티브                                  | 후보 | [ 134 ] [ 135 ] |
| 더 게임 어워즈                   | 2022년 12월 8일  | 최우수 미술 방향                                 | 수상 | [ 134 ] [ 135 ] |
| 더 게임 어워즈                   | 2022년 12월 8일  | 최우수 스코어 및 음악                            | 후보 | [ 134 ] [ 135 ] |
| 더 게임 어워즈                   | 2022년 12월 8일  | 최우수 오디오 디자인                             | 후보 | [ 134 ] [ 135 ] |
| 더 게임 어워즈                   | 2022년 12월 8일  | 최우수 롤플레잉 게임                             | 수상 | [ 134 ] [ 135 ] |
| 더 게임 어워즈                   | 2022년 12월 8일  | 플레이어의 목소리                                | 후보 | [ 134 ] [ 135 ] |
| 더 게임 어워즈                   | 2024년 12월 12일 | 올해의 게임 (황금 나무의 그림자)                 | 후보 | [ 136 ]         |
| 더 게임 어워즈                   | 2024년 12월 12일 | 최우수 게임 연출 (황금 나무의 그림자)            | 후보 | [ 136 ]         |
| 더 게임 어워즈                   | 2024년 12월 12일 | 최우수 미술 방향 (황금 나무의 그림자)            | 후보 | [ 136 ]         |
| 더 게임 어워즈                   | 2024년 12월 12일 | 최우수 롤플레잉 게임 (황금 나무의 그림자)        | 후보 | [ 136 ]         |
| 더 게임 어워즈                   | 2024년 12월 12일 | 플레이어의 목소리 (황금 나무의 그림자)           | 후보 | [ 136 ]         |
| 게임 디벨로퍼스 초이스 어워드    | 2023년 3월 22일  | 올해의 게임                                      | 수상 | [ 137 ] [ 138 ] |
| 게임 디벨로퍼스 초이스 어워드    | 2023년 3월 22일  | 최우수 오디오                                    | 후보 | [ 137 ] [ 138 ] |
| 게임 디벨로퍼스 초이스 어워드    | 2023년 3월 22일  | 최우수 디자인                                    | 수상 | [ 137 ] [ 138 ] |
| 게임 디벨로퍼스 초이스 어워드    | 2023년 3월 22일  | 혁신상                                           | 후보 | [ 137 ] [ 138 ] |
| 게임 디벨로퍼스 초이스 어워드    | 2023년 3월 22일  | 최우수 기술                                      | 후보 | [ 137 ] [ 138 ] |
| 게임 디벨로퍼스 초이스 어워드    | 2023년 3월 22일  | 최우수 비주얼 아트                               | 수상 | [ 137 ] [ 138 ] |
| 게임스컴                         | 2021년 8월 27일  | 게임스컴 최고작                                  | 수상 | [ 139 ]         |
| 게임스컴                         | 2021년 8월 27일  | 가장 기대되는 게임                               | 수상 | [ 139 ]         |
| 게임스컴                         | 2021년 8월 27일  | 최우수 마이크로소프트 엑스박스 게임              | 후보 | [ 139 ]         |
| 게임스컴                         | 2021년 8월 27일  | 최우수 PC 게임                                   | 후보 | [ 139 ]         |
| 게임스컴                         | 2021년 8월 27일  | 최우수 소니 플레이스테이션 게임                  | 수상 | [ 139 ]         |
| 게임스컴                         | 2021년 8월 27일  | 최우수 액션 어드벤처 게임                        | 수상 | [ 139 ]         |
| 게임스컴                         | 2021년 8월 27일  | 최우수 롤플레잉 게임                             | 수상 | [ 139 ]         |
| 게이밍 어워즈                    | 2023년 4월 24일  | 올해의 게임                                      | 후보 | [ 140 ]         |
| 게이밍 어워즈                    | 2023년 4월 24일  | 게이밍 매거진 독자상                             | 후보 | [ 140 ]         |
| GEM 어워드                       | 2025년 4월 25일  | 최우수 오리지널 스코어 (황금 나무의 그림자)      | 수상 | [ 141 ]         |
| GEM 어워드                       | 2025년 4월 25일  | 최우수 DLC/확장팩 (황금 나무의 그림자)           | 수상 | [ 141 ]         |
| 골든 조이스틱 어워즈             | 2020년 11월 24일 | 가장 기대되는 게임                               | 후보 | [ 142 ]         |
| 골든 조이스틱 어워즈             | 2021년 11월 23일 | 가장 기대되는 게임                               | 수상 | [ 143 ]         |
| 골든 조이스틱 어워즈             | 2022년 11월 22일 | 궁극의 올해의 게임                               | 수상 | [ 144 ]         |
| 골든 조이스틱 어워즈             | 2022년 11월 22일 | 올해의 플레이스테이션 게임                       | 후보 | [ 144 ]         |
| 골든 조이스틱 어워즈             | 2022년 11월 22일 | 최우수 비주얼 디자인                             | 수상 | [ 144 ]         |
| 골든 조이스틱 어워즈             | 2022년 11월 22일 | 최우수 멀티플레이어 게임                         | 수상 | [ 144 ]         |
| 골든 조이스틱 어워즈             | 2022년 11월 22일 | 비평가 선정상                                    | 수상 | [ 144 ]         |
| 골든 조이스틱 어워즈             | 2024년 11월 21일 | 최우수 게임 확장팩 (황금 나무의 그림자)          | 수상 | [ 145 ]         |
| 골든 트레일러 어워드             | 2022년 10월 6일  | 최우수 비디오 게임 트레일러 ("밍나 원" 부문)     | 후보 | [ 146 ] [ 147 ] |
| 일본 게임 대상                   | 2022년 9월 15일  | 대상                                             | 수상 | [ 148 ]         |
| 일본 게임 대상                   | 2022년 9월 15일  | 우수상                                           | 수상 | [ 148 ]         |
| MTV 밀레니얼 어워즈              | 2022년 7월 10일  | 게이머 옵세션                                    | 후보 | [ 149 ]         |
| 네뷸러상                         | 2023년 5월 15일  | 최우수 게임 각본                                 | 수상 | [ 150 ]         |
| 네뷸러상                         | 2025년 6월 7일   | 최우수 게임 각본 (황금 나무의 그림자)            | 후보 | [ 151 ] [ 152 ] |
| 뉴욕 게임 어워즈                 | 2023년 1월 17일  | 올해의 게임 빅 애플 어워드                       | 수상 | [ 153 ]         |
| 뉴욕 게임 어워즈                 | 2023년 1월 17일  | 게임 내 최우수 각본 허먼 멜빌 어워드             | 후보 | [ 153 ]         |
| 뉴욕 게임 어워즈                 | 2023년 1월 17일  | 최우수 세계상 자유의 여신상                      | 수상 | [ 153 ]         |
| 뉴욕 게임 어워즈                 | 2023년 1월 17일  | 게임 내 최우수 음악 틴 팬 앨리 어워드            | 후보 | [ 153 ]         |
| 뉴욕 게임 어워즈                 | 2025년 1월 21일  | 최우수 세계상 자유의 여신상 (황금 나무의 그림자) | 수상 | [ 154 ]         |
| 뉴욕 게임 어워즈                 | 2025년 1월 21일  | 최우수 DLC NYC GWB 어워드 (황금 나무의 그림자)   | 수상 | [ 154 ]         |
| 스팀 어워드                      | 2023년 1월 3일   | 올해의 게임                                      | 수상 | [ 155 ]         |
| 스팀 어워드                      | 2023년 1월 3일   | 당신이 형편없는 게임                             | 수상 | [ 155 ]         |
| 스팀 어워드                      | 2024년 12월 31일 | 노동의 보상                                      | 수상 | [ 156 ]         |
| 스트리머 어워즈                  | 2023년 3월 11일  | 올해의 스트림 게임                               | 수상 | [ 157 ]         |
| 스트리머 어워즈                  | 2024년 12월 7일  | 올해의 스트림 게임                               | 후보 | [ 158 ] [ 159 ] |
| 티타늄 어워즈                    | 2022년 11월 18일 | 올해의 게임                                      | 후보 | [ 160 ] [ 161 ] |
| 티타늄 어워즈                    | 2022년 11월 18일 | 최우수 게임 디자인                               | 수상 | [ 160 ] [ 161 ] |
| 티타늄 어워즈                    | 2022년 11월 18일 | 최우수 미술 방향                                 | 후보 | [ 160 ] [ 161 ] |
| 브이튜버 어워즈                  | 2024년 12월 14일 | 올해의 스트림 게임                               | 후보 | [ 162 ]         |

## 영화 각색
엘든 링의 실사 영화 각색이 2025년 5월에 발표되었으며, A24와 반다이 남코가 제작할 예정이다. 알렉스 가랜드가 감독 및 각본을 맡고, 피터 라이스, 앤드루 맥도널드, 알론 라이히, 조지 R. R. 마틴, 빈스 제라디스가 영화를 제작한다.

## 참조

### 내용주
1. ↑  영어: Elden Ring